# Té anchan
El té anchan, comúnmente conocido como té azul (no confundir con el té oolong), es un té de hierbas sin cafeína, o tisana, una bebida hecha a partir de una decocción o infusión de los pétalos de las flores o la flor entera de la planta Clitoria ternatea. Clitoria ternatea también se conoce como guisante de mariposa, guisante azul, Aprajita, guisante Cordofan, flores de té azul o palomas asiáticas.

## Origen y usos
Derivado de una planta común en gran parte del sudeste asiático, el té de flor de guisante de mariposa se ha elaborado durante siglos, pero su difusión fuera de la región es relativamente reciente, también se puede preparar como ingrediente en té de hierbas, e incluso en otras comidas como el arroz nasi kerabu en Malasia. El té anchan obtiene su distintivo color azul profundo de los pétalos que ha hecho de la planta una fuente de tinte. Uno de los aspectos del té es el hecho de que cambia de color según el nivel de pH de la sustancia que se le agrega, por ejemplo, agregar jugo de limón al té lo volverá púrpura, mientras que si se mezcla con hojas de hibisco, adquiere un color rojo brillante.
Las flores se utilizan por sus supuestas propiedades medicinales en la Ayurveda.
En Tailandia y Vietnam, el té anchan en una preparación llamada nam dok anchan en tailandés, se mezcla comúnmente con miel y limón para servirse después de la cena, o como refrigerio en hoteles y spas, comparable al té de manzanilla. El té se encuentra en variedades frías y calientes, donde la versión fría a menudo se mezcla con miel, canela, maracuyá y jengibre; o en mezclas de infusiones, con manzanilla, hibisco, rosa mosqueta, y/o menta, entre otras hierbas.
Un uso popular del té es en cócteles, incorporando el cambio de color instantáneo frente a los clientes, también en poncheras donde el té se congela en cubitos de hielo, lo que hace que la bebida cambie de color a medida que el hielo se disuelve y da lugar a lo que se ha etiquetado como un "cóctel mood ring".
A partir del 2 de septiembre de 2021, la Administración de Drogas y Alimentos de los EE. UU. Declaró que el aditivo "extracto de flor de guisante de mariposa" como exento de certificación y seguro para su uso.

## Galería

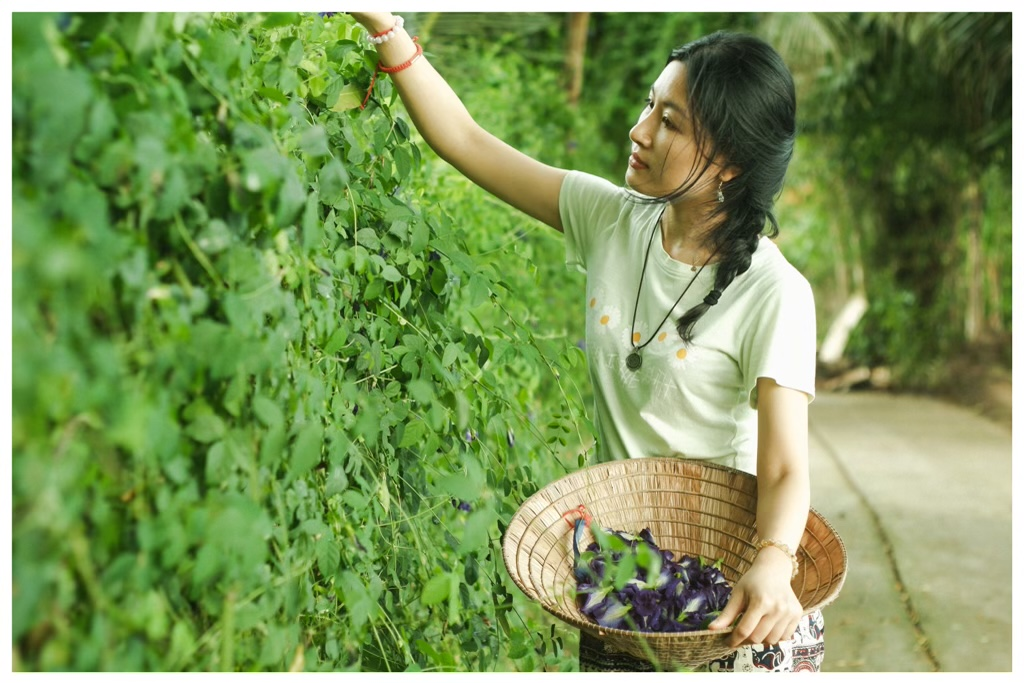
Mujer vietnamita recolectando pétalos con su Nón lá.
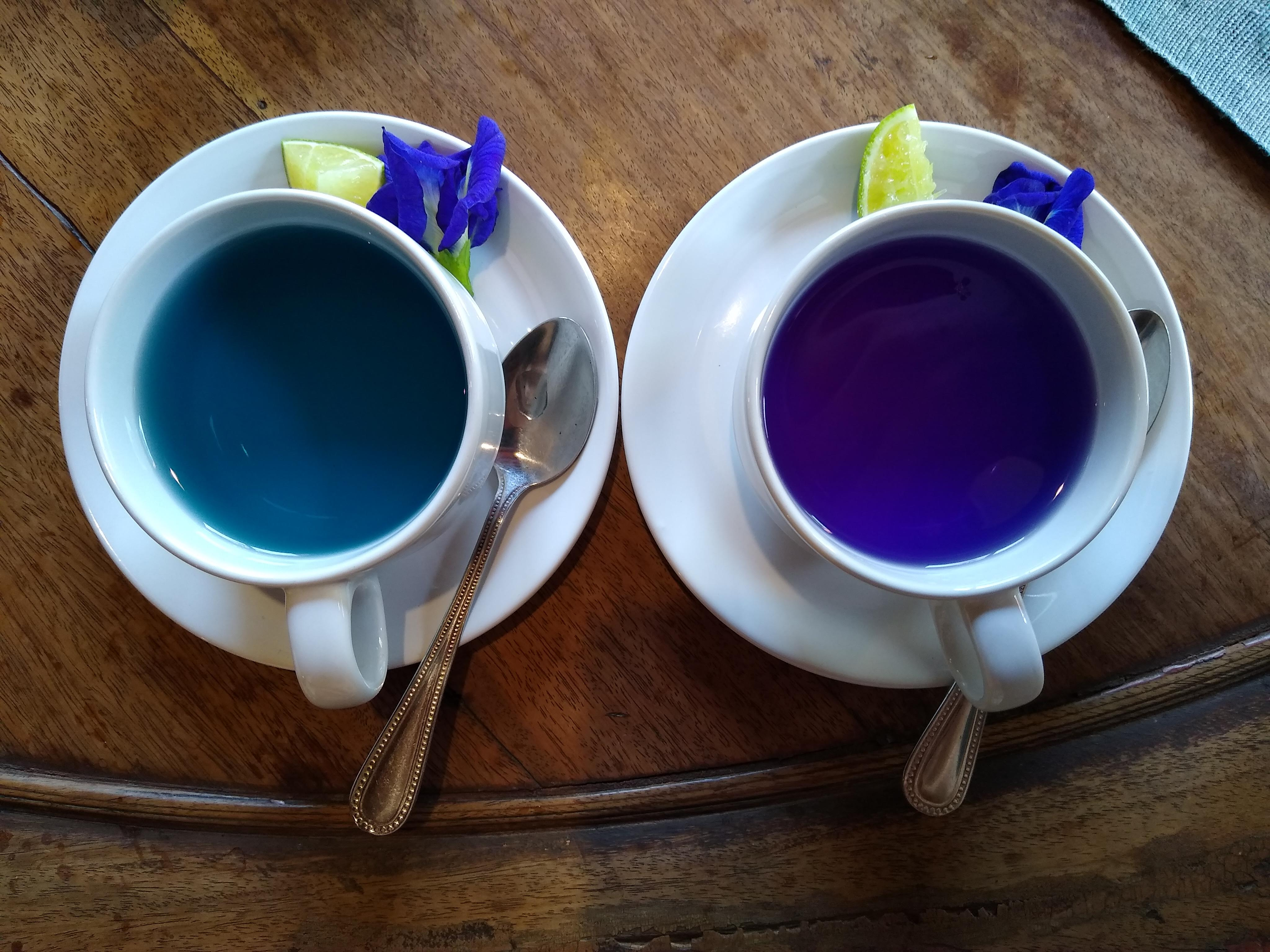
Se puede apreciar el cambio de color en la taza derecha con jugo de limón.
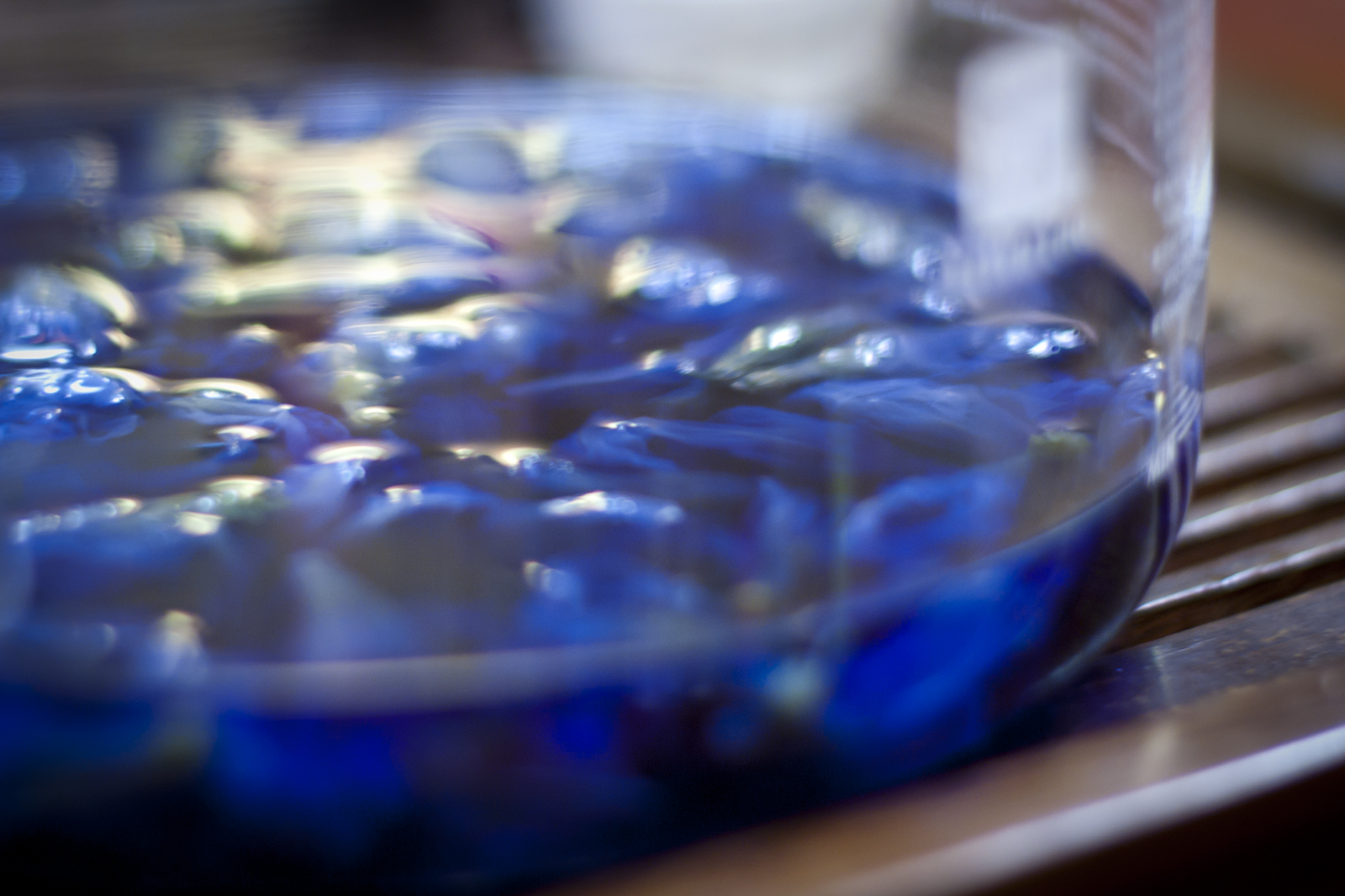
Pétalos en infusión.
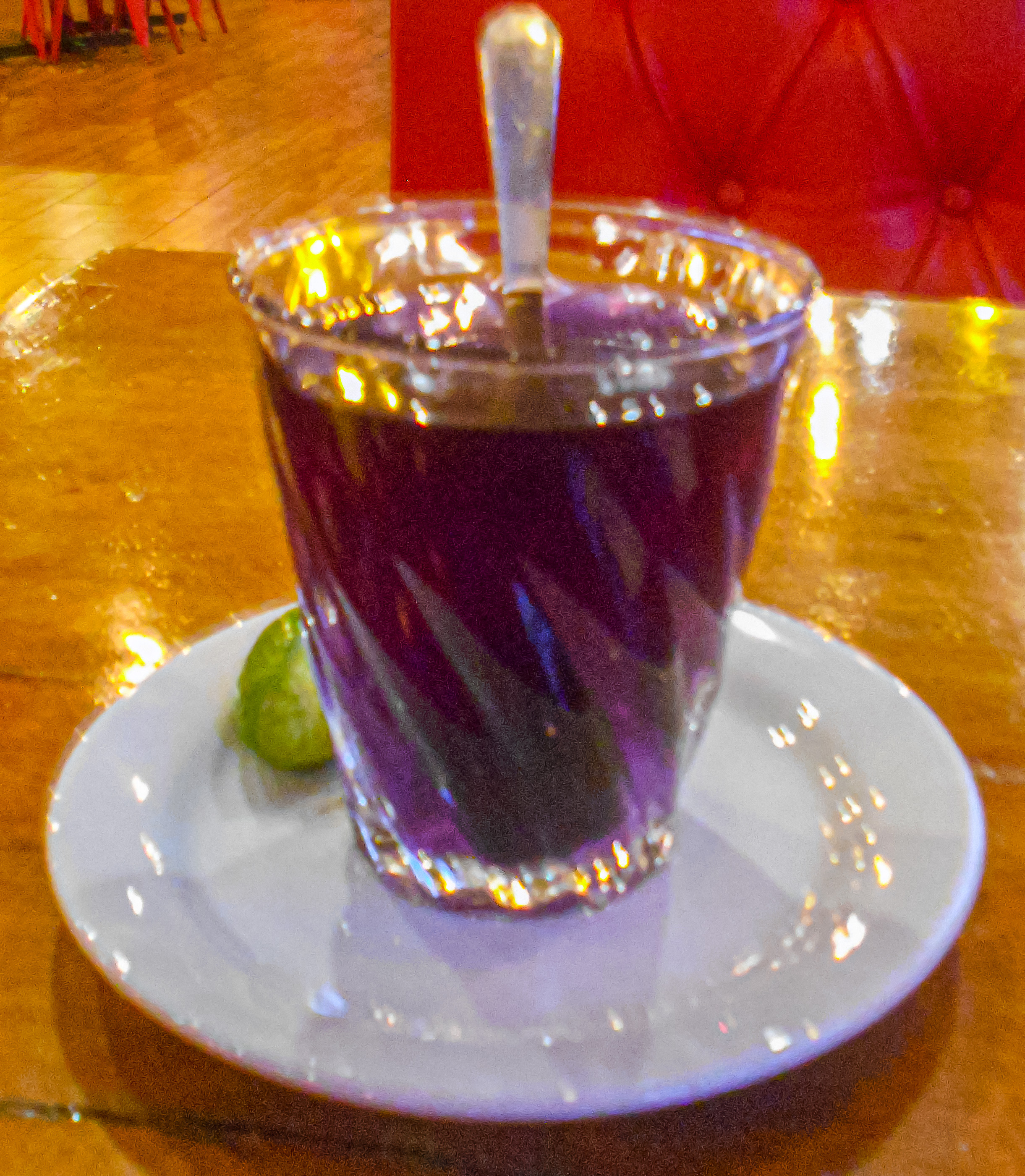
Cambio de color más profundo.
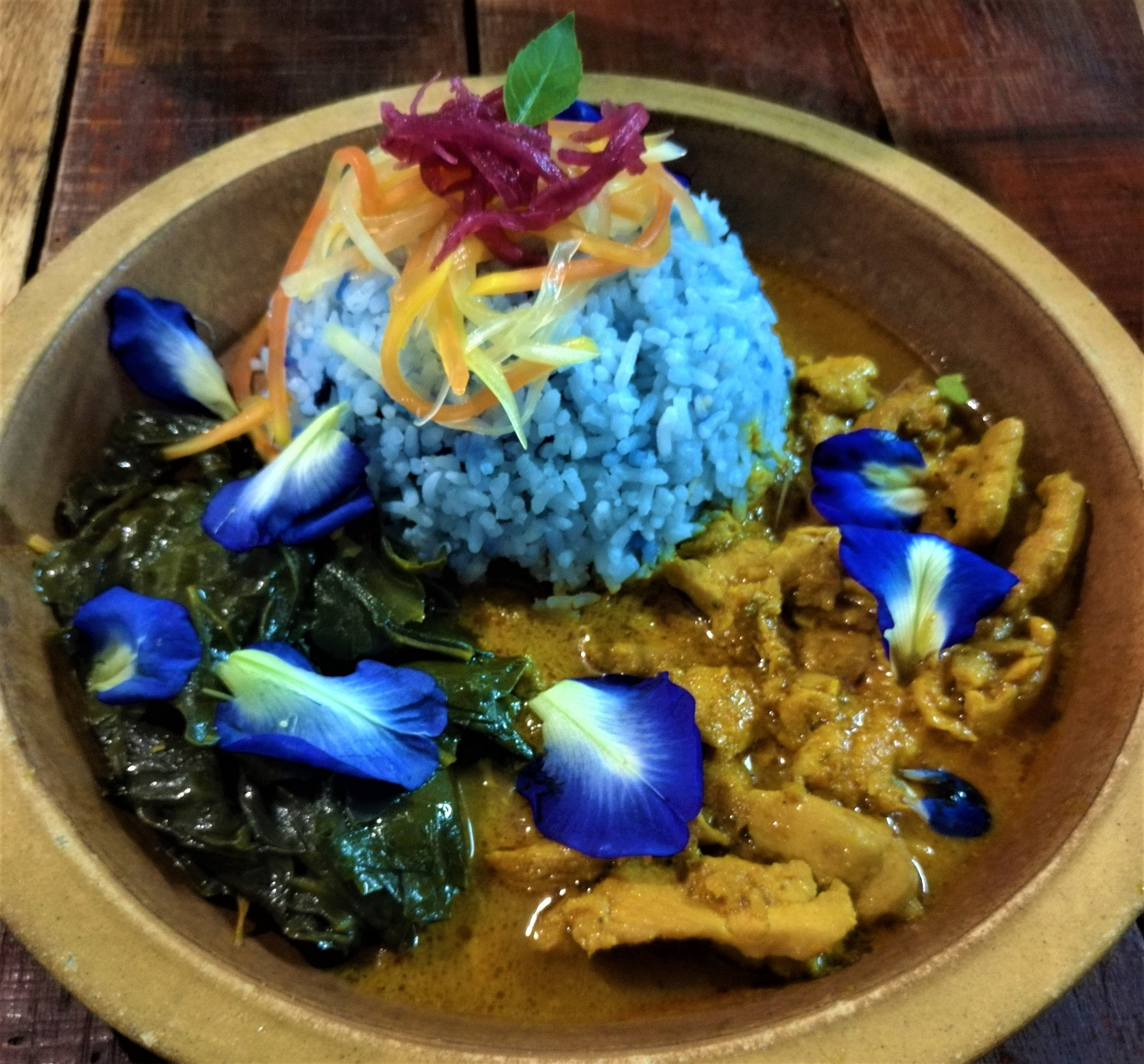
Plato de nasi kerabu.